# Атланта-блюз
Атланта-блюз (англ. Atlanta blues) — жанр блюз-музыки, появившийся в начале XX века в городе Атланта, в штате Джорджия, США. Жанр был популярен в 1920—1930-х годах.
Запись в онлайновой музыкальной базе данных Allmusic говорит, что «Атланта-блюз с 1920-х годов был одним из самых востребованных жанров на всём юге, с постоянной вереницей сельских музыкантов, бродивших по городу в надежде получить ангажемент, играя в местных музыкальных клубах, с надеждой попасть в знаменитый «81 Театр» на улице Декатур».
Самым ранним музыкантам, исполнявшим Атланта-блюз был Пег Лег Хауэлл, который сделал свои первые записи в 1926 году. Вслед за ним Атланта-блюз исполняли Уильям Сэмюэль Мактелл, Барбекю Боб, Чарльз Линкольн, Кёрли Вевер, исполнение которых получило широкое признание у публики.
Многие из музыкантов, исполнявших Атланта-блюз, объединились в группы. Самая популярная из таких групп называлась «Хлопкоробы Джорджии» (англ. Georgia Cotton Pickers).
Современными исполнителями Атланта-блюза, уроженцами Атланты или выходцами из её пригородов являются Тинсли Эллис, Чик Уиллис и члены групп «The Allman Brothers Band», «Delta Moon» и «The Black Crowes».